# Afrogarypus basilewskyi
Espèce
Synonymes
- Geogarypus basilewskyi Beier, 1962

Afrogarypus basilewskyi est une espèce de pseudoscorpions de la famille des Geogarypidae.

## Distribution
Cette espèce se rencontre en Tanzanie et au Kenya.

## Systématique et taxinomie
Cette espèce a été décrite sous le protonyme Geogarypus basilewskyi par Beier en 1964. Elle est placée dans le genre Afrogarypus par Harvey en 1986.

## Étymologie
Cette espèce est nommée en l'honneur de Paul Basilewsky.

## Publication originale
- Beier, 1962 : Pseudoscorpionidea. Mission zoologique de l'I.R.S.A.C. en Afrique orientale. (P. Basilewsky et N. Leleup, 1957). Annales du Musée de l'Afrique Centrale, Zoologie, vol. 8, no 107, p. 9-37.